# Gambusia rhizophorae
Gambusia rhizophorae es un pez de la familia de los pecílidos en el orden de los ciprinodontiformes.

## Morfología
Los machos pueden alcanzar los 5 cm de longitud total.

## Distribuciób geográfica
Se encuentran en Florida (Estados Unidos) y Cuba.